# Volvo EX30
Volvo EX30 – elektryczny samochód osobowy typu crossover klasy subkompaktowej produkowany pod szwedzką marką Volvo od 2023 roku.

## Historia i opis modelu

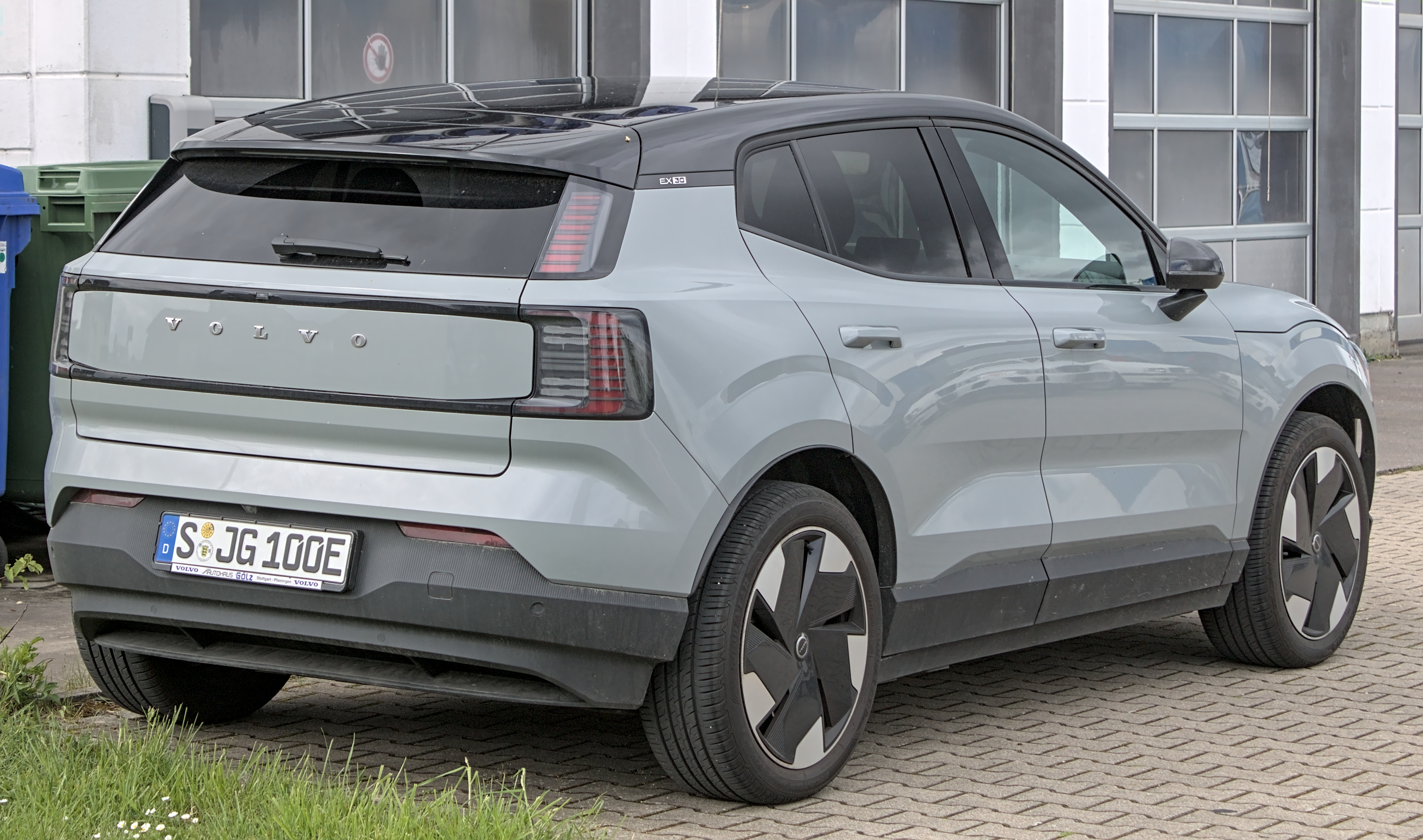
Volvo EX30 - tył

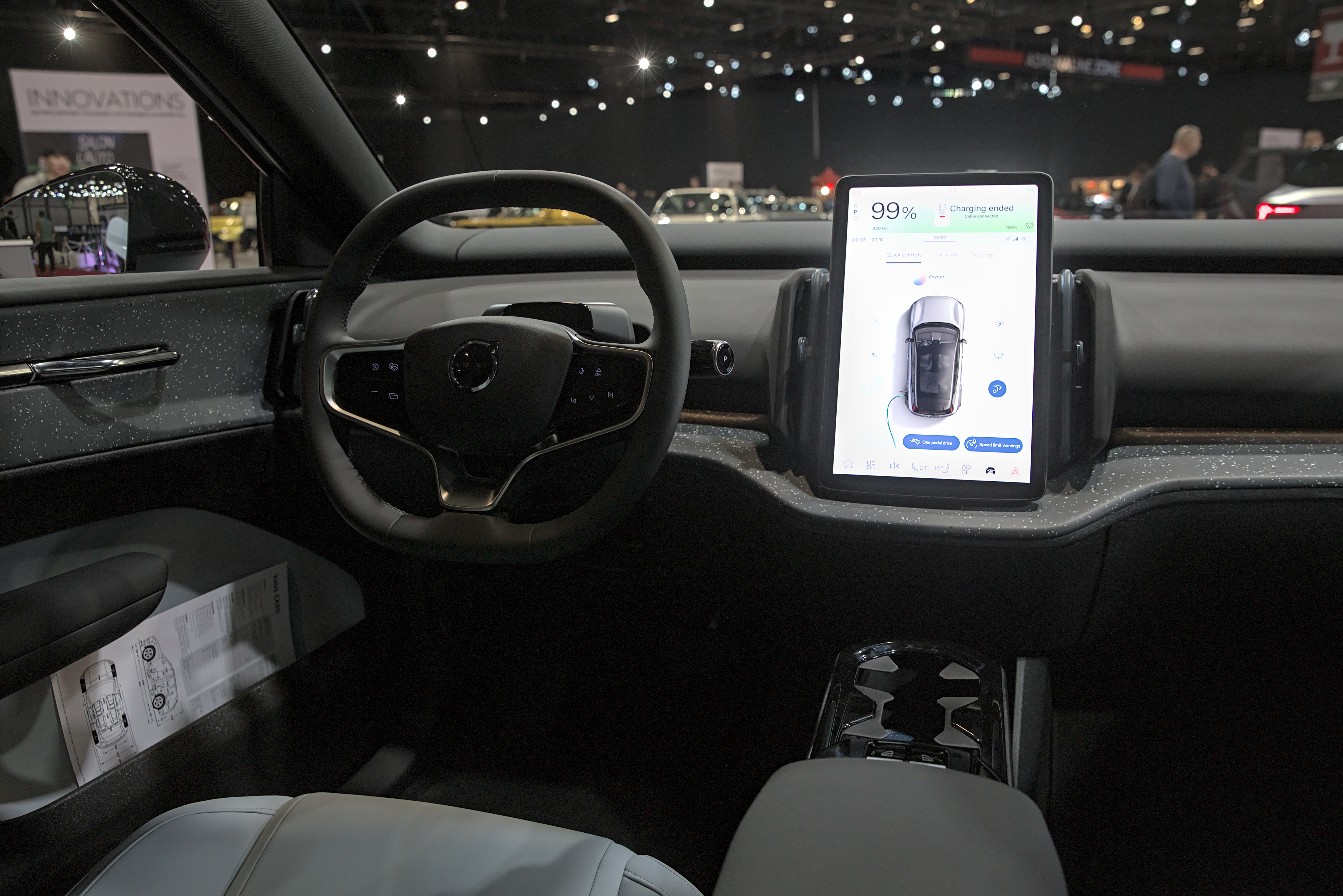
Volvo EX30 - kokpit

Podczas premiery flagowego EX90, jako pierwszego opracowanego od podstaw z myślą o elektrycznym napędzie w ramach nowej linii „E”, Volvo od razu zapowiedziało poszerzenia jej o kolejny model poprzez zaciemnioną sylwetkę niewielkiego crossovera. W marcu 2023 rozpoczęła się zaawnasowana faza testów przedprodukcyjnych egzemplarzy, by oficjalna prezentacja miała miejsce w czerwcu tego samego roku. Volvo EX30 poszerzyło gamę jako najmniejszy i najtańszy samochód pozycjonowany w segmencie B, plasując się w gamie poniżej kompaktowych XC40 i C40.
Samochód pod kątem stylistyki w obszernym zakresie nawiązuje do przedstawionego wcześniej EX90, wyróżniając się zwartą sylwetką łączącą kanty z masywnymi nadkolami i wysoko poprowadzoną linią szyb. Reflektory utworzyły rozbudowane segmenty LED tworzące motyw tzw. „Młotu Thora”, z kolei tylne lampy rozdzielono na dwie części – główną część w kształcie litery „C” i węższy pasek w sąsiedztwie tylnej szyby. Bryła nadwozia została dostosowana do optymalizacji właściwości aerodynamicznych, zyskując współczynnik Cx=0,28. Volvo EX30 oparte zostało na modułowej platformie SEA chińskiego koncernu Geely, dzieląc ją z debiutującymi równolegle pokrewnymi modelami Smart #1 i #3, a także Zeekr X i planowaną wówczas konstrukcją polskiej Izery.
Kabina pasażerska utrzymana została w surowym, minimalistycznym wzornictwie, wyróżniając się ograniczeniem do minimum tradycyjnych elementów wystroju, a także rezygnacją z fizycznych przełączników, wskaźnika zegarów przed kierowcą i głośników w boczkach drzwi. Rolę pierwszych dwóch funkcji przejął pionowy, centralnie umieszczony i jedyny ekran w formie dotykowego wyświetlacza o przekątnej 12,3 cali. Oprócz systemu multimedialnego, umożliwił on także na sterowanie klimatyzacją, w górnym lewym rogu przedstawiając wskazania prędkościomierza i po sąsiedzku stan naładowania baterii. Dźwięki ze wsparciem systemu Harman Kardon generuje wyłącznie jeden, umieszczony na podszybiu wąski głośnik w formie soundbara. Do wykończenia kabiny pasażerskiej i deski rozdzielczej wybrano materiały pochodzące z recyklingu, z kolei do tapicerek wykorzystano materiały takie jak dżins czy wełna, rezygnując ze skóry. Rozbudowane oświetlenie ambiente wykorzystuje 5 różnych motywów nawiązujących tematyką i odcieniem do szwedzkiej geografii.
Jedynym elementem do sterowania o fizycznej postaci jest zintegrowana dźwignia wycieraczek i kierunkowskazów oraz druga, przeznaczona do wyboru trybów jazdy. W ten sposób konsola centralna zyskała obszerny, przesuwany podłokietnik, a pustą przestrzeń przed nią zwieńczyły podwójne ładowarki indukcyjne pozwalające na pozostawienie tam smartfonów. Volvo EX30 wyposażono w rozbudowany pakiet systemów bezpieczeństwa, na czele z zapobieganiem różnym rodzajom kolizji. Zestaw Safe Space składa się na 10 czujników ultradźwiękowych, a także 5 radarów, 5 kamer i 2 sensorów w kabinie pasażerskiej. W momencie debiutu przewidziano trzy warianty wyposażenia: Core, Plus i Ultra.

### EX30 Cross Country
Już w momencie premiery producent zapowiedział poszerzenie w 2024 roku gamy wersji wyposażeniowych o wariant Cross Country nawiązujący stylistyką do samochodów terenowych. Złożyło się na niego m.in. pokrycie na czarno pasa przedniego, opony o grubszym profilu i głębszym bieżniku, inne wzoru alufelg i dodatkowe osłony podwozia.

### Sprzedaż
Volvo EX30 wzbogaciło gamę szwedzkiej firmy jako najmniejszy i najtańszy samochód, prezentując pełną specyfikację wyposażeniową oraz cenową na poszczególne rynki już w momencie prezentacji. Polski cennik otworzył wariant z baterią LFP o pojemności 51 kWh i tylnym napędem wycenioną w czerwcu 2023 na 169 000 złotych. Topowa odmiana Ultra z kolei to koszt 219 900 złotych, wyróżniając się pełnym wyposażeniem i napędem AWD. Do produkcji EX30 wyznaczone zostały początkowo wyłącznie zakłady produkcyjne koncernu Geely w Chinach, a dostawy pierwszych egzemplarzy do nabywców wyznaczono na koniec 2023 roku. Pod koniec października 2023 Volvo poinformowało, że w związku z dużym zainteresowaniem produkcję EX30 poczynając od 2025 roku zlecono także belgijskim zakładom firmy w Gandawie.

### Dane techniczne[17]
|                         | Single Motor | Single Motor Extended Range | Twin Motor Performance |
| ----------------------- | ------------ | --------------------------- | ---------------------- |
| Napęd                   | RWD          | RWD                         | AWD                    |
| Zasięg (WLTP)           | 344 km       | 480 km                      | 460 km                 |
| Pojemność baterii       | 49 kWh (LFP) | 69 kWh (NMC)                | 69 kWh (NMC)           |
| Prędkość ładowania (DC) | 134 kW       | 175 kW                      | 175 kW                 |
| Prędkość ładowania (AC) | 11 kW        | 22kW                        | 22kW                   |
| Masa całkowita          | 1833 kg      | 1830 kg                     | 1943 kg                |
| Moc                     | 272 KM       | 272 KM                      | 428 KM                 |
| Maks. moment obrotowy   | 343 Nm       | 343 Nm                      | 543 Nm                 |
| 0–100 km/h              | 5,7 s        | 5,1 s                       | 3,6 s                  |
| V-max                   | 180 km/h     | 180 km/h                    | 180 km/h               |